# Mahindra Marazzo

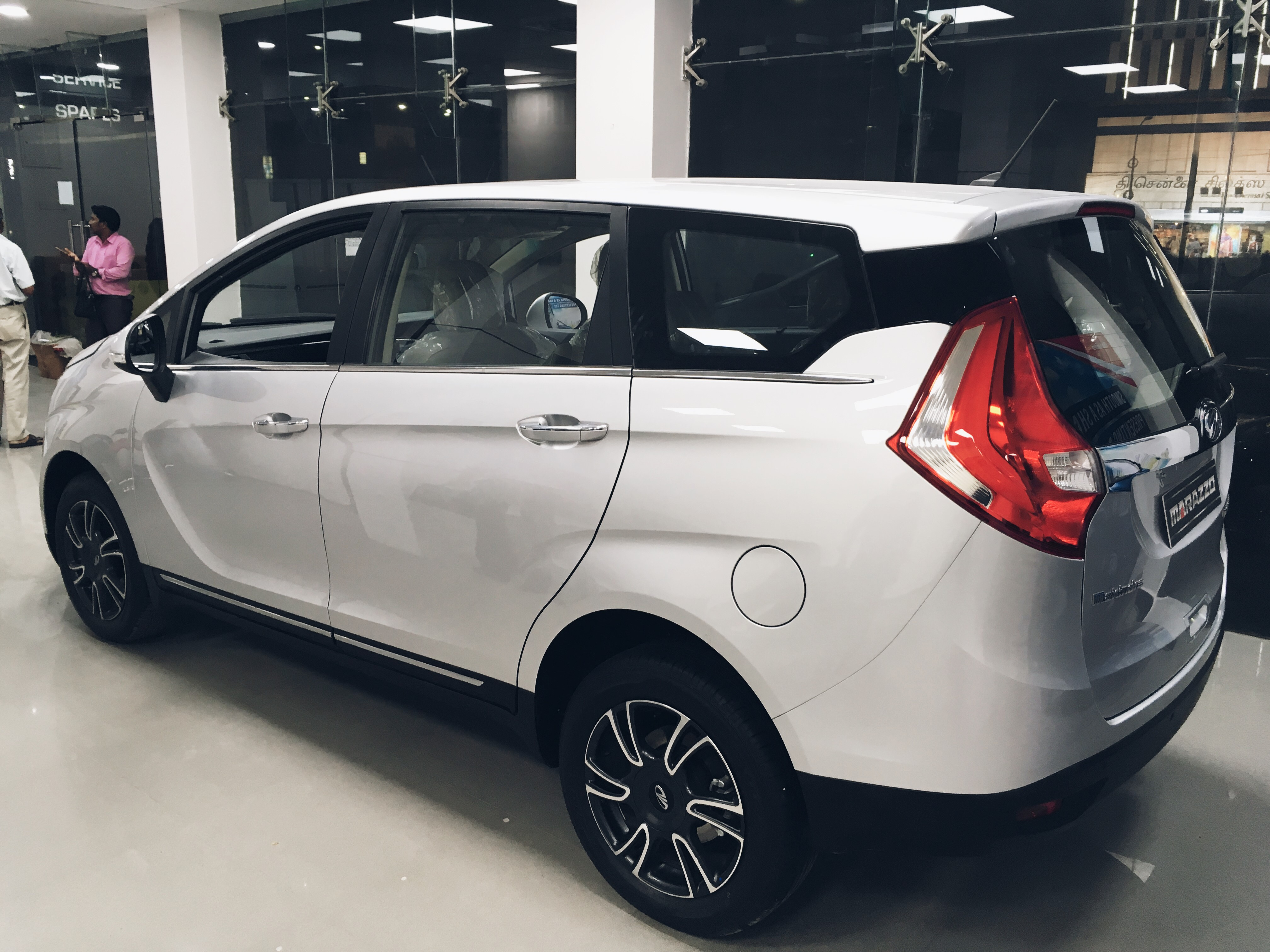
Mahindra Marazzo vue arrière.

Le Mahindra Marazzo est un modèle de monospace compact conçu et fabriqué par le constructeur automobile indien Mahindra & Mahindra lancé en 2018, il est l'un des monospaces indiens les plus sûrs avec une note de quatre étoiles au Global NCAP.
Le Marazzo a été exposé au Salon international de l'automobile d'Amérique du Nord de 2019 aux côtés du Mahindra Roxor.

## Description
Le Marazzo a été conçu et développé par Mahindra's Design Studio, en partenariat avec Pininfarina, Mahindra Research Valley et Mahindra Automotive North America. Le nom de code initial du projet était U321. Le Marazzo a été lancé le 3 septembre 2018 et il est disponible avec 7 ou 8 places.

## Motorisation
En 2020, le Marazzo est propulsé par un moteur Diesel à quatre cylindres de 1,5 litre conforme à la norme d'émission indienne BS6 qui délivre une puissance de 123 ch (90 kW) et 300 N m de couple. Seule une transmission manuelle est proposée,. Une version essence, ainsi qu'une transmission automatique devaient être lancées en 2021.